# بوشنوية غويانية
بوشنوية غويانية (الاسم العلمي:Buchenavia guianensis) هي نوع من النباتات يتبع جنس البوشنوية من الفصيلة القمبريطية.